# Mieczysław Horszowski

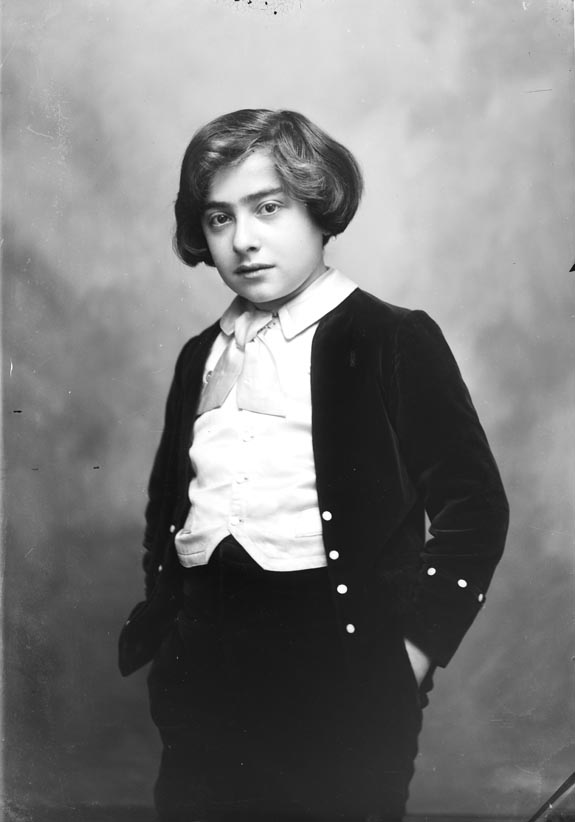
Mieczysław (Miecio) Horszowski w 1906

Mieczysław Horszowski (ur. 23 czerwca 1892 we Lwowie, zm. 22 maja 1993 w Filadelfii) – polski pianista.

## Życiorys
Mieczysław Horszowski pochodził z wyznającej katolicyzm żydowskiej rodziny, która prowadziła we Lwowie skład fortepianów. Francuski krytyk André Tubeuf powiedział o nim: Horszowski był zarówno bardzo żydowski, jak i bardzo katolicki, tak potrafią tylko Polacy.
Uczył się grać w Galicyjskim Towarzystwie Muzycznym we Lwowie u Karola Mikulego. W wieku siedmiu lat wyjechał do Wiednia, gdzie pobierał nauki u Teodora Leszetyckiego. Do nauczycieli jego należeli także: Henryk Melcer-Szczawiński, Mieczysław Sołtys i Stanisław Niewiadomski.
W 1901 r. zadebiutował publicznie w Warszawie, grając I Koncert fortepianowy Beethovena. Jako dziecko odbył tournée po Europie i Stanach Zjednoczonych.
W 1905 Horszowski zagrał dla G. Faurégo i spotkał się z C. Saint-Saënsem w Nicei. W 1911 Horszowski przestał koncertować, aby rozpocząć studia literatury, filozofii i historii sztuki w Paryżu. Pablo Casals namówił Horszowskiego, aby powrócił do gry na fortepianie. Po I wojnie światowej, Horszowski zamieszkał w Mediolanie. W 1940 r. przed wkroczeniem Niemców do Paryża przeprowadził się do Nowego Jorku.
Po II wojnie światowej często dawał koncerty z Pablo Casalsem, Aleksandrem Schneiderem i Józsefem Szigetim. W 1957 roku Horszowski wykonał serię solowych koncertów, na których grał głównie Beethovena. Od 1960 r. dodał do swojego repertuaru sonaty Mozarta.
Jego innymi ulubionymi kompozytorami byli: Arthur Honegger, Vincent d’Indy, Bohuslav Martinů, Igor Strawinski, Karol Szymanowski i Heitor Villa-Lobos.
Mieczysław Horszowski nagrywał płyty w takich wytwórniach jak m.in.: HMV, Columbia Records, RCA, Deutsche Grammophon, Nonesuch Records i inne. Jego uczniami byli między innymi: Richard Goode, Anton Kuerti, Murray Perahia oraz Peter Serkin.